# Lotfi Brahem
Lotfi Brahem (arabe : لطفي براهم), né le 5 novembre 1962 à Sousse, est un homme politique tunisien. Il est notamment ministre de l'Intérieur de 2017 à 2018.

## Biographie
Trois jours après le naufrage d'un bateau de migrants au large de l'archipel tunisien de Kerkennah, ayant fait 84 victimes dont une grande partie étaient des citoyens tunisiens, Lofti Brahem a été limogé de ses fonctions de ministre le 6 juin 2018.